# Perzische tuin

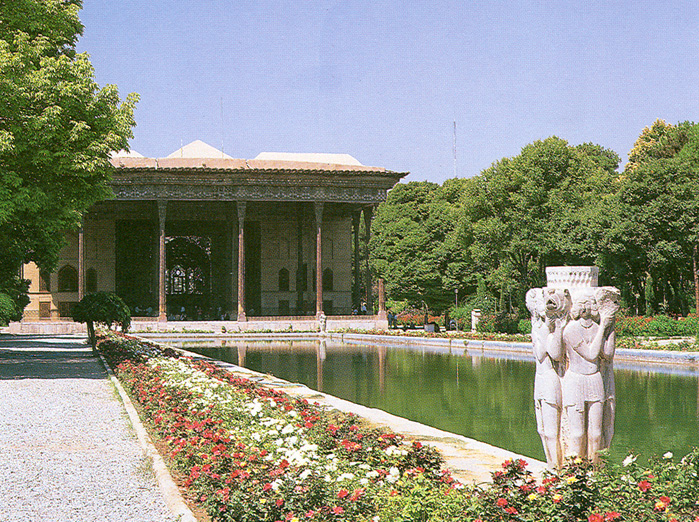
De tuin van het paleis Chehel Sotoon, of Bagh-e Chehel Sotoon, in Isfahan.

Een Perzische tuin is een tuinontwerp zoals dat zijn oorsprong vindt in Iran (vroeger bekend als Perzië). Deze tuinen vormen een onlosmakelijk onderdeel van de Perzische architectuur en cultuur. Al drie millennia worden deze tuinen aangelegd. Vanuit Perzië heeft het concept van de Perzische tuin zich verspreid naar andere landen, van Andalusië tot aan India. Zo heeft de Taj Mahal in India een Perzische tuin.
Het concept van de Perzische tuin is in de loop van de eeuwen geëvolueerd. Het oorspronkelijke idee wordt aan Cyrus II de Grote uit de 6e eeuw v.Chr. toegeschreven. Hoewel de concrete invulling aangepast werd aan de verschillende klimatologische omstandigheden van de locatie, vindt men in een Perzische tuin steeds vier zones terug en speelt water een belangrijke rol zowel voor irrigatie als voor versiering. In een Perzische tuin kan men gesofisticeerde systemen voor irrigatie terugvinden. De tuin tracht het Hof van Eden voor te stellen en ontleent aan het zoroastrisme de vier elementen van hemel, aarde, water en planten. Het Oudperzische woord Paradaidha vinden we ook nog terug in het Nederlands als ons woord paradijs. In de tuinen zijn soms ook paviljoenen te vinden.
Bekende vormen van Perzische tuinen zijn de bagh (privétuin), charbagh (gericht op structuur, uitvinder: Cyrus II de Grote), hajat (klassiek, gericht op esthetiek), meidan (meer gericht op planten dan de hajat, weinig gebouwen) en het park (veel planten, weinig gebouwen, vergelijkbaar met Europees park).

## Werelderfgoed
Op 27 juni 2011 werd de Perzische tuin tijdens de 35e sessie van de Commissie voor het Werelderfgoed door UNESCO erkend als werelderfgoed en aan de lijst toegevoegd.
De volgende negen tuinen zijn als voorbeelden opgenomen:
1. Oude tuin van Pasargadae
2. Bagh-e Eram in Shiraz
3. Bagh-e Chehel Sotoun in Isfahan
4. Bagh-e Fin in Kashan
5. Bagh-e Abas Abad in Behshahr
6. Bagh-e Shahzadeh in Mahan
7. Bagh-e Dolat Abad in Yazd
8. Bagh-e Pahlavanpur in Mehriz
9. Bagh-e Akbariyeh in Birjand

Deze negen tuinen, elk uit een andere Iraanse provincie, variëren in oppervlakte van 3,4 ha tot 420,2 ha.
Naast deze negen tuinen in Iran zijn drie andere Perzische tuinen opgenomen:
1. Tuin van de Taj Mahal, India
2. Tuin van Humayuns tombe, in Delhi, India
3. Shalimartuinen in Lahore, Pakistan

## Fotogalerij

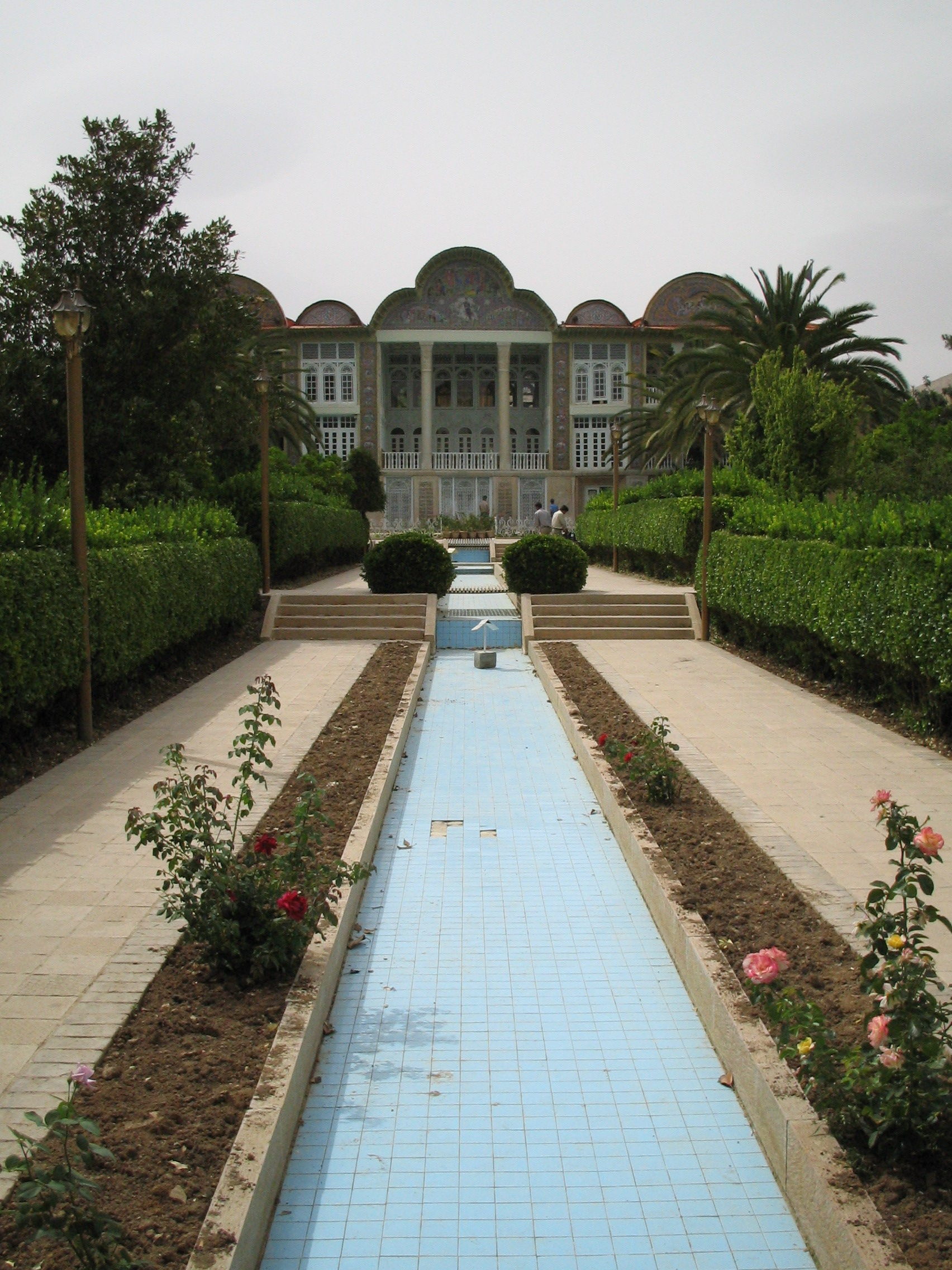
Bagh-e Eram in Shiraz
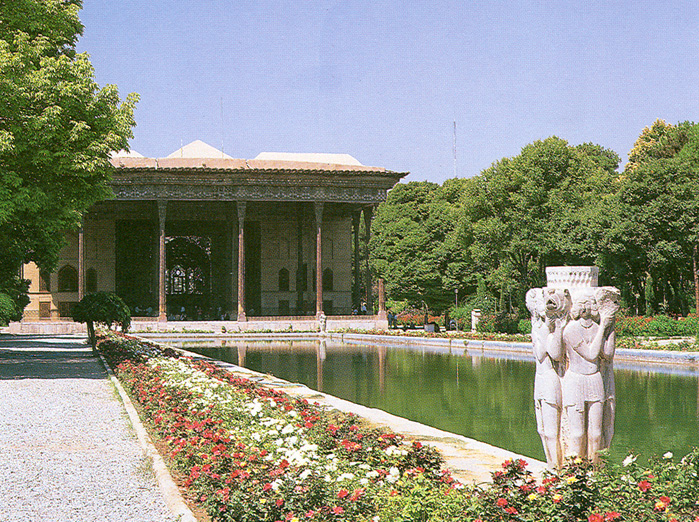
Tuin van Chehel Sotoun in Isfahan
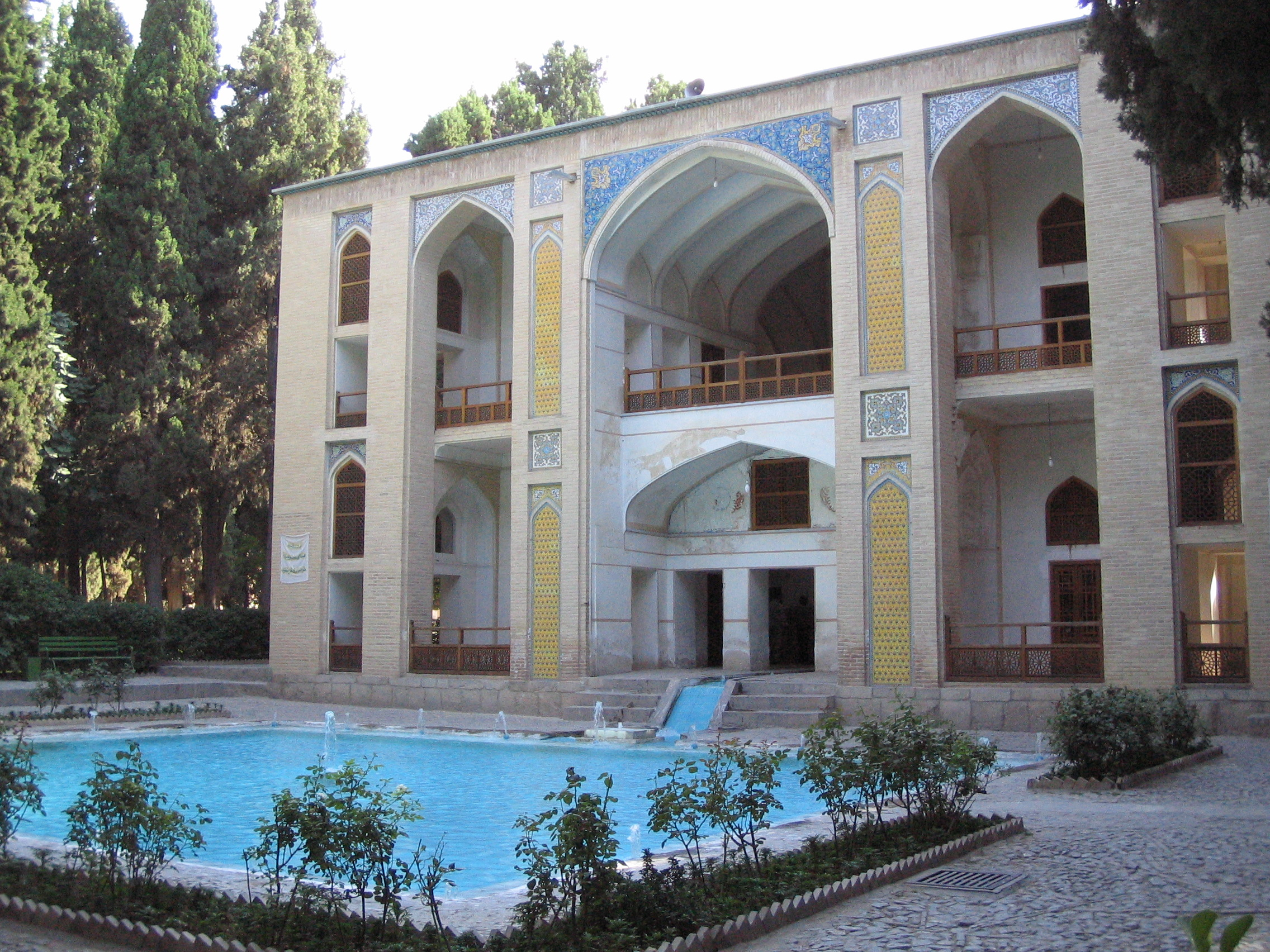
Bagh-e Fin in Kashan
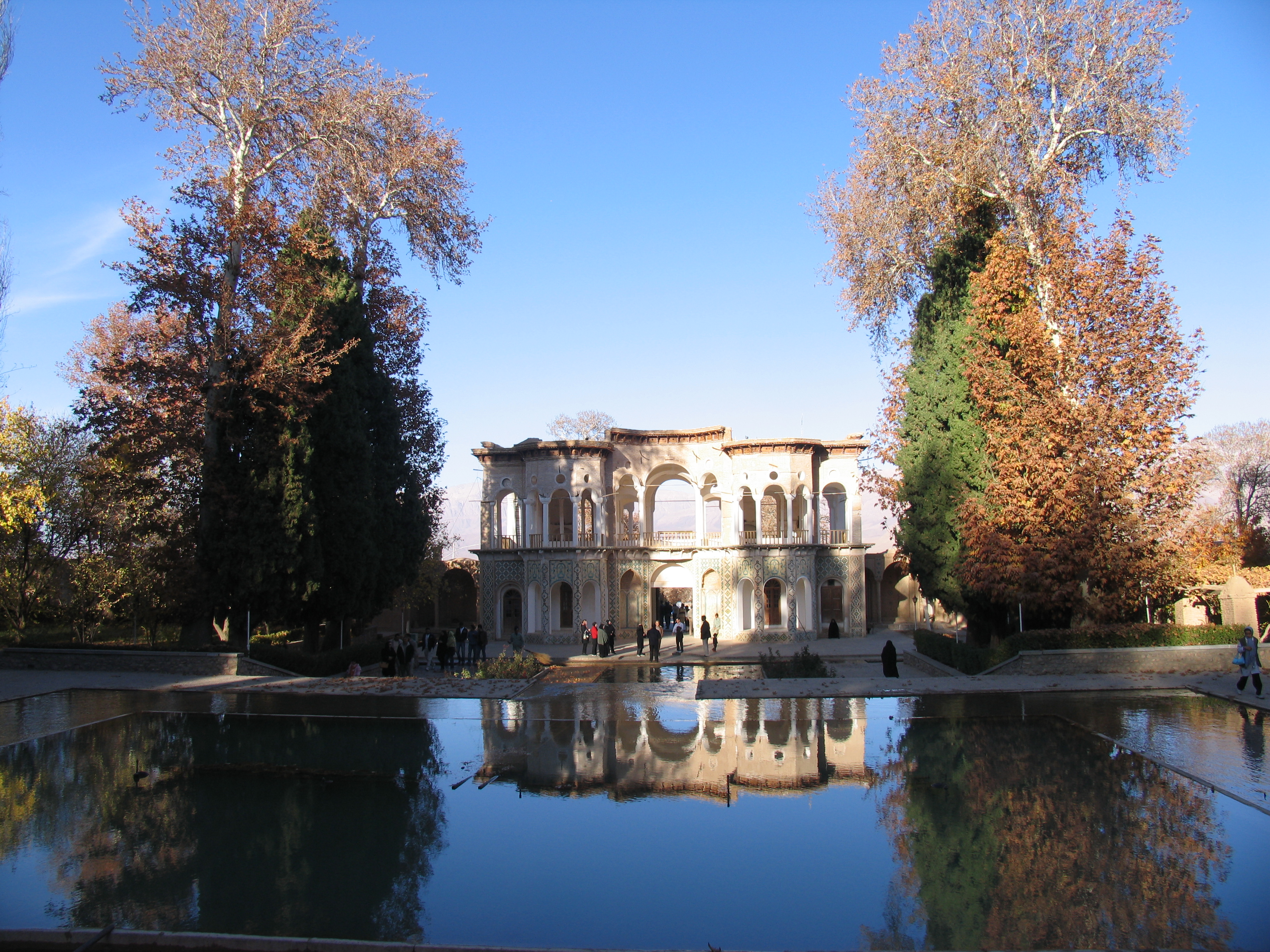
Bagh-e Shahzadeh
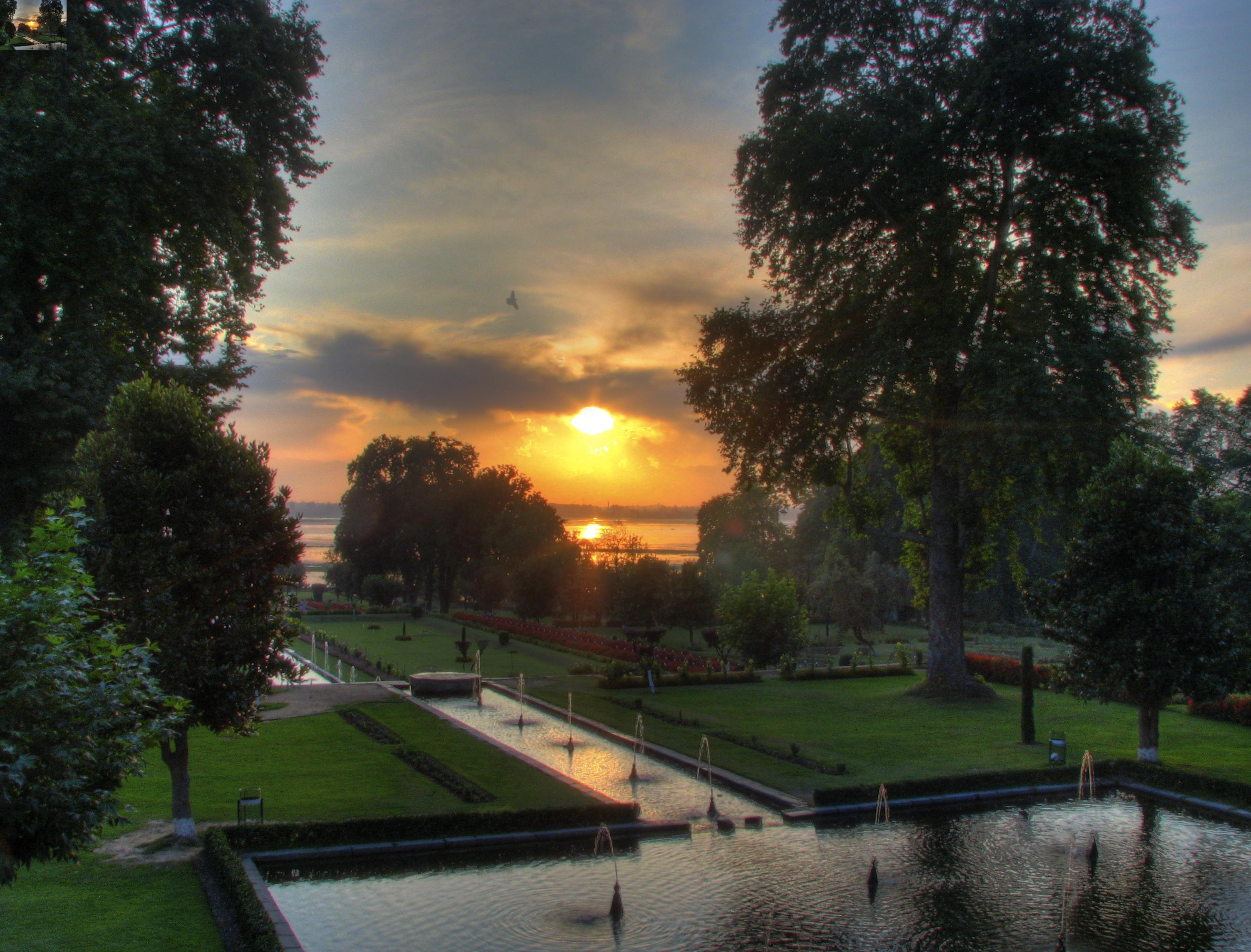
Nishat Bagh, Srinagar, Kashmir